# Marta Carrasco Bertrand
Marta Carrasco Bertrand (1939-2007) fue una pintora, ilustradora y escritora para niños chilena. 

## Biografía
Cursó estudios en la Escuela de Bellas Artes de la Universidad de Chile. 
Entre sus obras más representativas se encuentran La otra orilla, Juan Peña y El club de los diferentes. Con este últino obtuvo en 1984 el premio Apel·les Mestres de la editorial Destino.
En 1980 y 1984 sus ilustraciones fueron exhibidas en la Muestra de Ilustradores de la Feria del Libro Infantil y Juvenil de Bolonia (Italia); fue finalista en el primer concurso de literatura infantil El Barco de Vapor 2006 en Chile.
Por muchos años, se dedicó a ilustrar cuentos para editoriales como Quimantú, Pehúen, Zig-Zag, Universitaria y Andrés Bello. A la par, ilustró muchos textos escolares para el Ministerio de Educación chileno, quedando en la conciencia colectiva de muchos niños y niñas. Además, fue la autora de las conocidas figuras animadas de Tata Colores, animaciones que solían ver los niños chilenos en televisión antes de ir a dormir, a principios de la década de los noventa.
Estuvo casada un tiempo con el también pintor y escritor Adolfo Couve, con el que tuvo una hija, Camila Couve (1963), quien debutó en la literatura en 2018 con el libro Estampas de niña (Alfaguara).